# Montreal Machine

Montreal Machine byl profesionální tým amerického fotbalu, který vznikl v roce 1991 jako jeden z týmů do severoamerické divize Světové ligy amerického fotbalu. Domácí zápasy odehrával na stadiónu Olympic Stadium, kde v letech 1976–1997 také působil tým Kanadské fotbalové ligy Montreal Alouettes. Tým fungoval dva roky, v letech 1991–1992, po té byla liga na dva roky pozastavena a od roku 1995 viděna pouze s evropskými týmy.